# L (Death Note)
L Lawliet (Nhật: エル・ローライト Hepburn: Eru Rōraito,  bí danh L), là một nhân vật hư cấu và một trong những nhân vật chính trong bộ manga Death Note do Ohba Tsugumi và Obata Takeshi minh họa. Cậu là một vị thám tử tư vấn quốc tế bí ẩn và được đánh giá cao, chỉ liên lạc thông qua người trợ lý kiêm huấn luyện mình là Watari. Với lai lịch không rõ ràng, cậu nổi tiếng là một trong những thám tử tài giỏi nhất thế giới. 
Trong suốt loạt truyện, cậu quan sát và theo dõi nhất cử nhất động của Yagami Raito, một học sinh trung học thiên tài và nhân vật chính của truyện. L cố gắng chứng tỏ Raito là kẻ sát nhân khét tiếng "Kira", người chịu trách nhiệm thảm sát hàng loạt tội phạm sừng sỏ toàn thế giới bằng năng lực siêu nhiên của mình. Khi bộ truyện càng tiến triển, trò chơi tâm lý mèo đuổi chuột giữa Raito và L càng diễn ra dày đặc, và mỗi người lại đặt mục tiêu khám phá danh tính thật bị che giấu của người kia thông qua hàng loạt mánh khóe và kế hoạch tinh vi, trước khi vỏ bọc của họ bị đối phương làm bại lộ.  
Trong bản chuyển thể anime, L được lồng tiếng bởi Yamaguchi Kappei trong bản tiếng Nhật, trong khi Alessandro Juliani giữ vai trò tương tự ở bảng tiếng Anh. Diễn viên Matsuyama Kenichi đã hóa thân nhân vật trong loạt phim điện ảnh người đóng, còn Yamazaki Kento đóng bản truyền hình và Lakeith Stanfield thủ vai L trong bản điện ảnh Mỹ.